# Robert J. McEliece
Robert J. McEliece (nacido el 21 de mayo de 1942 en Washington D. C. - † 8 de mayo de 2019) fue un matemático e ingeniero eléctrico estadounidense. Fue profesor de ingeniería eléctrica en Caltech. Es conocido por sus contribuciones a la teoría de códigos algebraica.

## Vida y obra
McEliece estudió en Caltech con una licenciatura en 1964 y un doctorado en matemáticas con Marshall Hall en 1967 (secuencias lineales recurrentes sobre campos finitos). Estudió un año (1964-65) en el Trinity College de la Universidad de Cambridge. McEliece fue ingeniero en el Jet Propulsion Laboratory desde 1963, desde 1970 hasta 1978 supervisor del grupo de procesamiento de información y desde 1978 consultor. Durante este tiempo fue profesor invitado en Caltech desde 1972 hasta 1976. Fue profesor de Matemáticas en la Universidad de Illinois en Urbana-Champaign de 1978 a 1982 antes de convertirse en profesor en Caltech en 1982, donde fue profesor de Robert E. Puckett.
Desarrolló códigos de corrección de errores basados en códigos convolucionales, que se utilizaron, por ejemplo, en la sonda Galileo. También estuvo involucrado en los códigos de corrección de errores del programa Voyager. Cuando hubo problemas de transmisión de datos en la misión Galileo que pusieron en peligro la transmisión de fotos desde Júpiter, él estaba en el equipo del Laboratorio de Propulsión a Chorro que reprogramó con éxito el decodificador a bordo. También desarrolló codificaciones RLL para unidades de disco duro y memorias flash en Sony.
En 1978, él y Elwyn Berlekamp desarrollaron un criptosistema de clave pública que lleva su nombre (criptosistema McEliece) basado en códigos lineales (usó códigos Goppa). Una firma digital correspondiente es la firma McEliece-Niederreiter (adicionalmente después de Harald Niederreiter). No prevaleció contra el cifrado RSA debido a las longitudes de clave en el rango de unos pocos megabytes, pero el criptosistema McEliece se considera seguro contra intentos de descifrado con una computadora cuántica.
McEliece es conocido por sus importantes resultados en la teoría de la codificación matemática, incluida la fórmula de Solomon-McEliece (con Gustave Solomon), los límites MRRW (McEliece, R. Rodemick, Howard Rumsey, Lloyd R. Welch), para códigos binarios y el Teorema de McEliece sobre polinomios de códigos ponderados. También escribió un trabajo estándar sobre información y teoría de códigos.
McEliece publicó en 1971 con Paul Erdős y por lo tanto tiene número de Erdős 1. En 2004 recibió el premio Claude E. Shannon, en 2000 el premio IEEE Third Millennium Award y en 2009 la medalla IEEE Alexander Graham Bell. Es miembro vitalicio del IEEE, del que se convirtió en miembro en 1984. En 1984 fue presidente del IEEE Information Theory Group. En 1998 se convirtió en miembro de la Academia Nacional de Ingeniería. Es miembro de la American Mathematical Society. Por los códigos de corrección de errores en las misiones espaciales de la NASA, recibió dos Premios de Logros del Grupo de la NASA (1981 y 1992), una vez (1981) por sus contribuciones a la Misión Voyager.